# Васпуракан
Васпуракан (арм. Վասպուրական, у греко-римских авторов — Басорепида) — историко-географический регион на юге исторической Армении, расположенный в южной части Армянского нагорья, между озёрами Ван и Урмия и рекой Аракс, с центром в городе Ван. В древности 8-я провинция (ашхар) Великой Армении. В 908—1021 годах здесь существовало армянское Васпураканское царство. В настоящее время территория региона примерно соответствует юго-востоку Турции и северо-западной части Ирана.

## Название
Первое упоминание о регионе под названием Васпуракан относится к VII веку н. э. В «Ашхарацуйце» — памятнике географии и картографии древней Армении, составленном в этот период, — все тридцать пять округов провинции были объединены под общим названием «Васпуракан», которое до этого не встречалось ни в одном армянском источнике.
По мнению А. П. Новосельцева, это название, вероятно, восходит к периоду, когда область входила в состав Атропатенской Мидии. Само слово «Васпу[х]ракан» означает «наследственный» (букв. «принадлежащий сыну рода»). Предполагается, что эта территория представляла собой наследственные владения правителей Атропатены.
Исследователи расходятся в мнениях по поводу идентичности Васпуракана и области Басоропеда, упоминавшейся древнегреческим историком и географом Страбоном А. П. Новосельцев считал их идентичность очевидной, тогда как С. Т. Еремян идентифицирует Басоропеду с областью Парспатуник — северо-восточной частью провинции Васпуракан, расположенной севернее озера Урмия.

## Легенды и мифы, связанные с Васпураканом
Центральная часть Васпуракана (Вана) в древних армянских текстах называется «Айоц дзор» (Долина армян), что связано с представлениями древних армян о Ване как о месте зарождения армянского народа.
По древнему преданию, описанному в «Истории Армении» историка V века Мовсеса Хоренаци, мифический прародитель армян Айк летом 2492 года до нашей эры перешёл из Месопотамии на побережье Вана (на территорию будущей провинции Васпуракан) вместе с 300 мужами и их семьями, основал здесь армянское государство и начертил его границы вокруг трёх озёр — Ван, Урмия и Севан — и горы Арарат. Правитель Вавилона титан Бэл вторгся в созданное Айком царство, и 11 августа 2492 года до нашей эры, в местности Айоц дзор (букв. «Долина армян»), между ними произошло сражение. В этом сражении Айк убил Бэла выстрелом из лука. Труп Бэла подняли на вершину горы и сожгли. По воле Бога, оставшийся от него пепел превратился в воду, а воины Бэла и караваны его верблюдов от страха окаменели. Айк стал основоположником Армянского царства, а его народ начал называть себя «хай», подчёркивая свою родословную от легендарного исполина. Перед смертью Айк даровал власть в стране своему старшему сыну — Араманяку. От имени одного из его правнуков — Арама — происходят разные производные формы, которыми называют этот народ его соседи: армани, армяне, армены, аримы, эрмени и т. д. 11 августа считается у армян началом национального календаря, и этот день до сих пор является днём всенародного праздника Навасарда — армянского нового года, а «Долина армян» считается священным местом.

## История

### Античность

#### Урарту. ХIII-VI вв.до н. э.
В XIII веке до нашей эры на территории, которая в VI веке до нашей эрры стала одной из провинций Армянской сатрапии, в IV веке до нашей эры Армянского Айраратского царства, а в II веке до нашей эры - одной из провинций Великой Армении, образовался союз племён Биайна (Урарту). В период правления царя Арама (859—844 гг. до н. э.) здесь возникло централизованное государство, которое ко времени правления Аргишти I (786—764 до н. э.) объединило в своём составе все основные земли Армянского нагорья.
Область Биайнили (Ван) представляла собой центральную часть государства Урарту, здесь находилась её столица Тушпа (в районе современного города Ван) и располагались важнейшие культурные центры.
Аборигенным населением провинции были различные хуррито-урартские племена, которые в период с XII в. до н. э. по VI в. до н. э. участвовали в этногенезе армянского народа.

#### В составе Мидийской империи, Ахеменидского государства, Айраратского царства, Мидии Атропатены
В 600 году до н. э. эта область вошла в состав Мидийской империи, которая уже в 550 году до нашей эры была разбита и прекратила свое существование. По утверждению профессора Дьяконова, в период Мидийской империи (600—550 гг. до н. э.) армянский язык, возможно, распространился по всем пределам Армянского нагорья.
После захвата Мидии персами область входила в состав сатрапии Армения Ахеменидского государства.
После падения Ахеменидов под ударами Александра Македонского (331 год до н. э.) армянские земли оказались фактически независимыми. Сатрап Ерванд (Оронт) в 331 году до н. э. провозгласил Айраратское царство. В конце III века до н. э. селевкидский царь Антиох III присоединил Айраратское царство к подвластной ему территории Армении, располагавшейся в районе озера Ван и по верхнему течению Тигра, которая с тех пор стала называться Великой Арменией. В 189 году до н. э. местный правитель (стратег) Арташес I (Артаксий) поднял восстание против Селевкидов и провозгласил себя независимым царём.
В начале II века до н. э. Арташес I нанёс поражение соседнему государству Мидия Атропатена и в числе прочих территорий забрал у неё Басорепиду  (идентифицируемую как Парспатуник), присоединив её к Васпуракану.

#### Великая Армения. 189 г. до н. э. — 428 г.н. э.
Арташес I объединил под своей властью почти всё Армянское нагорье. Великая Армения при нём была поделена на 15 ашхаров (административно-территориальных единиц), одним из которых стал Васпуракан.
Площадь наханга (ашхара) Васпуракан составляла более 40 тыс. км². Армянский географ VII века Анания Ширакаци в своём «Ашхарацуйце» описывает провинцию следующим образом:
Васпуракан к западу от Персармении, рядом с Корджайк, имеет 36 областей: 1. Рштуник, 2. Тосп, 3. Будуник, 4. Арчишаковит, 5. Аговит, 6. Кугановит, 7. Арберани, 8. Дарни, 9. Бужуник, 10. Арнойотн, 11. Андзевацик, 12. Атрпатуник, 13. Еритуник, 14.  Бун Мардастан, 15. Артаз, 16. Аке, 17. Мец Ахбак, 18. Андзахадзор, 19. Торнаван, 20. Чвашрот, 21. Крчуник, 22. Мецнуник, 23. Палуник, 24. Гукан, 25. Агуандрот, 26. Парспатуник, 27. Арташисян, 28. Артаванян, 29. Бакран, 30. Гапидтеан, 31. Газрикеан, 32. Тайгреан, 33. Варажнуник, 34. обильный вином Гохтн, 35. Нахджаван с городом того же имени, и 36. Маранд.
В 387 году Римская империя и Персия подписали договор о разделе Армении. Окраинные области Армении были присоединены к владениям Рима и Персии, а собственно Армения была разделена на две части с вассальными царями — Западную и Восточную. В результате этого раздела два гавара провинции Васпуракан — Нахджаван и Гохтн — оказались в составе Восточной Армении (впоследствии — Армянского марзпанства), остальная часть — в составе Западной Армении.
- Васпуракан в составе Урарту. Карта по состоянию на 680—610 гг. до н. э.
- Этническая карта Кавказа в V—IV вв. до н. э.
- Великая Армения и соседние государства (331—200 гг. до н. э.)
- Васпуракан в составе Великой Армении

### Средние века

#### Армянское марзпанство. 428—640 гг.
Армения была превращена в марзпанство в 428 году после упразднения вассального Армянского царства. Марзпан обладал верховной властью, но не мог вмешиваться в вековые привилегии армянской знати — нахараров. Посты азарапета (министра внутренних дел, общественных работ и финансов) и спарапета (командующего армией) были доверены армянам. Все нахарары имели собственные армии, соответствовавшие размеру их владений. «Государственная конница» («царское войско») находилась под командованием спарапета. Все сборщики налогов были армянами. Суды и школы управлялись армянским духовенством.

#### Армянский эмират. 640—885 гг.
В 640 году, с приходом арабов, Васпуракан становится частью Армянского эмирата. С конца VII века наследственными правителями Васпуракана являлись представители армянской семьи Арцрунидов. Область Артаз и земли далее на восток, включая Нахичевань, были отрезаны от Васпуракана. В этот период арабами был создан ряд мусульманских анклавов в районе озера Ван, среди них были эмираты Беркри, Адилджаваз, Ахлат и крупное государственное образование кайситских эмиров с центром в Маназкерте.

#### Васпураканское царство 885—1021 гг.
Начало роста политической самостоятельности Васпуракана пришлось на период правления Ашота Арцруни (859—875). Роль Васпуракана особенно сильно возросла при Деренике (875—885), поддерживавшем объединительную политику Багратидов.
Накануне восстановления единого армянского царства в 885 году Васпуракан был одним из трёх крупнейших политических образований Армении, пользовавшихся внутренней автономией, наряду с княжествами Багратуни и Сюни. Васпураканские князя признавали верховную власть царя Ашота I. В период правления сына Дереника — Ашота (885—904) царь Смбат I Багратуни даровал Васпуракану в качестве условного владения область Нахджаван, ранее принадлежавшую сюнийским князьям. В дальнейшем этот шаг стал одной из причин междоусобных конфликтов.
После смерти Ашота в 904 году правителем становится его брат — Гагик, разделивший власть со своим младшим братом Гургеном. В то же время царь Смбат отнял у Васпуракана Нахджаван, отдав его (по всей вероятности, в 908 году) сюнийскому князю. Усилившееся по отношению к царю недовольство Гагика привело к его сближению с арабским эмиром Атропатены Юсуфом.
Усиливавшееся арабское государство стремилось подчинить окрестные христианские царства и княжества, воспользовавшись разногласиями армянских феодалов. Пригласив Гагика в 908 году в Атропатену, Юсуф даровал ему корону и титул «Царя Армении», хотя фактически он таковым не являлся. В ответ Юсуф заручился поддержкой Гагика в случае нападения на Багратидов. Однако, оценив возможные последствия успеха Юсуфа как для всей Армении, так и для Васпуракана в частности, во время нападения арабов в 909 году Гагик его не поддержал.
При Сенекериме Арцруни (968—1021) в Васпураканском царстве было около 10 городов, 4 тыс. селений, 72 крепости, 115 монастырей, страна была очень густо заселена. Численность населения — ок. 1 000 000 жителей. Через Васпураканское царство шла южная ветвь важного торгового караванного пути. Высокого развития здесь достигли ремесленное производство и торговля. В царствование (908—943) Гагика Арцруни велись большие строительные работы в городах Востан, Ахтамар, Ван. Значительно выросла культура; крупнейшими её представителями были зодчий Мануэл и поэт Григор Нарекаци.

#### Аннексия Византией. 1021—1071 гг.
В начале XI века Васпураканское царство подверглось нападениям тюркских племён, пришедших из Средней Азии (территория современных Узбекистана и Туркменистана). Не в состоянии противостоять нашествию, Сенекерим Арцруни согласился присоединить своё царство в 1021 к Византии, после чего оно прекратило самостоятельное существование. Правившим здесь Арцрунидам византийский император отдал власть над этнически армянской Себастией и Каппадокийской фемой. Вместе с двором в Каппадокию переехало около 60 тыс. человек.
Византийский император Василий II для укрепления власти переселил в Васпуракан часть феодалов и армии из Македонии. Здесь было образовано особое наместничество — катепанат. При этом византийских сил для защиты области от внешних угроз не хватало. В 1042 году в защите от нападения соседних эмиров большую роль сыграли местные жители во главе с армянским князем Хачиком. В 1048—1049 годах произошли набеги турок-сельджуков, организовать оборону византийские власти оказались не в состоянии. После поражения союзной армии Византии и царства Багратидов при Маназкерте в 1071 году Васпуракан вошёл в состав Империи сельджуков.

#### Сельджукские завоевания. 1071—1100 гг.
При Алп-Арслане (1063—1072) и Мелик-шахе I (1072—1092) сельджуки завоевали Армению, почти всю Малую Азию, а затем — Сирию и Палестину. Наибольшего военно-политического могущества Великая Сельджукская империя достигла при Мелик-шахе.

#### Государство армянских шахов. 1100—1207 гг.
Завоевание новых земель и народов привело к смешанным бракам между тюрками и местным населением, причём подобный процесс шёл даже на самом высоком государственном уровне. По утверждению Р. Бедросяна, к XIII веку большинство сельджукских правителей восточной Анатолии имели (частично) греческие, армянские или грузинские корни.
Согласно Нине Гарсоян, после распада империи Сельджукидов в южной части Армении (современная юго-восточная Турция) на территориях вокруг озера Ван, в том числе в провинции Васпуракан, утвердилась арменизированная сельджукская династия Шах-Арменидов. Основатель династии — сельджукский эмир Сукман I. Его внук Сукман II принял титул Шах-Арменa («армянского шаха») и был женат на родственнице эмира Эрзурума Салтука.
В восточной Малой Азии, где по словам Р. Ованнисяна армяне составляли подавляющее большинство населения, имела место определённая «арменизация» сельджуков, как утверждала С. Дадаян, поскольку не только большая часть населения была представлена армянами разного вероисповедания, но также в результате смешанных браков образовалась армяно-тюркская община. Наследственные правители могущественного эмирата Ахлат на юге Армении именовали себя Шах-и Армен (царь армян) и, как утверждали Р. Ованнисян и Р. Бедросян, брали в жены армянок (хотя ни одного факта такого брака хроники не зафиксировали). Арменизация была не только этническим, но и культурным процессом. Так сельджукская архитектура вдохновлялась в том числе мотивами армянской архитектуры.
Не все армяне в ходе сельджукского завоевания Армении и Малой Азии переходили в ислам насильственно, многие ремесленники и военные принимали ислам добровольно по экономическим причинам. Исламизации способствовали также смешанные браки между представителями турецких и армянских высших классов. Ряд независимых эмиров в Анатолии имели армянское происхождение. Тем не менее, основная часть армянского населения, крестьяне, остались христианами.

#### Армения под игом монгольских завоевателей, Тимуридов, Кара-Коюнлу и Ак-Коюнлу. XIII—XVI вв.
В XIII—XIV вв. Армения подверглась нашествиям монгольских завоевателей и Тимура. Набеги иноземных кочевников разорили провинцию, обескровив и опустошив обширные земли.
С 1410 года территория Армении попала под власть государства Кара-Коюнлу и вплоть до середины XV века подвергалась грабительским набегам кочевников Кара-Коюнлу. Войны Искандар-хана и поражения от Тимуридов сопровождались дальнейшими разрушениями, многие местные жители были захвачены в плен и проданы в рабство, что заставляло армян покидать свои дома. Тем не менее Искандар-хан делал также попытки примирения с армянами, особенно с феодалами и духовенством. Так, он принял титул «Шах-и Армен» (Царь армян), а также назначил своим советником армянина Рустама, сына князя Сюника, Бешкена Орбеляна. В 1425—1430 гг. Рустам занимал должность губернатора провинции Айрарат с центром в Ереване. Его власть распространялась до Сюника, где правил его отец, всё ещё сохранявший за собой титул «князя князей».
Во время правления Якуба (1478—1490) ухудшилось положение последних оставшихся армянских феодалов. Усилились гонения и насильственная апостасия, земли армянских феодалов были конфискованы, и армянская феодальная система потеряла всё свою политическую силу. Несмотря на упорное сопротивление, многие феодалы ради сохранения своих имущественных прав принимали ислам. С другой стороны, те, кто ценой больших материальных жертв пытались сохранить свои владения, постепенно снизились до состояния мелких собственников либо же вовсе были изгнаны из рядов феодалов-землевладельцев и переместились в сферу торговли и коммерции. Кроме того, поскольку монашеское землевладение было разрешено, многие представители армянских феодальных семей ради сохранения последних остатков своей власти «жертвовали» своё имущество монастырям и принимали монашеский обет.
В этот период ряд курдских племен из Персии и Сирии переселились в Армению, присоединившись к своим одноплеменникам, прибывшим сюда ранее.
- Васпуракан в составе Армянского марзпанства (Персидская Армения, называлась так в противовес Армениакону - Византийской Армении)
- Армянский эмират. 685-885 гг)
- Государство Шах-Арменидов и соседние страны в начале XIII века
- Армения и сопредельные страны под властью Узун-Хасана, вторая половина XV века

### Новое время

#### В составе Османской империи. Ванский вилайет. 1533—1915 гг.
В XVI веке область перешла в руки осман: в 1533 году ими был взят город Ван, а с 1550-х годов вся область полностью перешла под их контроль. На территории области был создан Ванский вилайет.
Ещё в XIX — начале XX века армяне в Ванском вилайете продолжали составлять значительное большинство, а в некоторых уездах вдоль оз. Ван — и абсолютное большинство населения.
В 1880 году в Ванском вилайете насчитывалось 315 105 человек, из которых 239 480 армян (76 %). На юге провинции, в районе Джоламерика, находились места компактного проживания ассирийцев.
Армянское население вилайета сильно сократилось после резни 1895-96 годов.
По данным Константинопольского патриархата от 1912 года, население Ванского вилайета было следующим:
| Армяне    | 185 000 | 52.3 % |
| Курды     | 97 000  | 27,7 % |
| Турки     | 47 000  | 13,4 % |
| Ассирийцы | 18 000  | 5,1 %  |
| Цыгане    | 3 000   | 0,9 %  |
| Все       | 350 000 | 100 %  |

| Христиане  | 206 000 | 58.9 % |
| Мусульмане | 144 000 | 41.1 % |

#### Первая мировая война. Ванская область. 1915—1918 гг.
Армянское население региона было частично уничтожено турками во время геноцида армян 1915 года, частично спаслось благодаря приходу русской армии, но было вынуждено покинуть места своего проживания в связи с развалом Кавказского фронта в начале 1918 года.
С апреля 1915 года, под видом депортации армян из прифронтовой полосы, турецкие власти начали фактическое уничтожение армянского населения. В ряде мест армяне оказали туркам организованное вооружённое сопротивление. В частности, на подавление восстания в городе Ван была направлена турецкая дивизия, блокировавшая город. Оборону города возглавил Арам Манукян, под руководством которого восставшие продержались до подхода русских войск.
Летом 1915 года в районе Вана шли бои местного значения. В Ване скопилось около четверти миллиона армянских беженцев — как жителей прифронтовой полосы, так и тех, кто сумел бежать в ходе турецкой депортации. В результате битвы при Манцикерте туркам удалось несколько продвинуться вперёд, и русские войска были вынуждены оставить Ван. Арам Манукян и Сампсон Арутюнян организовали эвакуацию беженцев в Вагаршапат.
Зимой 1915 года турецкие войска отступили, и Арам Манукян вернулся в Ван, возглавив местное правительство. Он принял строгие меры против грабежей и сумел вновь запустить некоторые мельницы и пекарни, что позволило обеспечить население хлебом. В Ван начали возвращаться те, кто бежал в район Эривани.
Местным правительством были организованы общественные фермы, на которых стало работать до 40 % взрослого мужского населения Вана. Началось производство оружия и боеприпасов. Местное правительство попыталось ввести налоги, но население их проигнорировало.
18 июня 1916 года были установлены временные правила по управлению освобожденными армянскими территориями.
В 1917 году в Западную Армению вернулось порядка 150 тысяч армянских беженцев, которые стали строить дома и начали обрабатывать землю, рассчитывая осенью 1917 года собрать урожай.Армен Гаро и другие армянские политики начали вести кампанию за перевод армянских воинских частей с германского фронта на Кавказ.
Временное правительство ликвидировало Кавказское наместничество и учредило для управления Закавказьем Особый Закавказский Комитет. Комитет разделил оккупированную территорию «Турецкой Армении» на четыре района, в каждом из которых был назначен армянский губернатор и созданы органы власти из армян.
В апреле 1918 года турецкая армия, воспользовавшись отводом русской армии, оккупировала Западную Армению. Армянские части из района Вана были вынуждены уйти на территорию Ирана.
В 1920 году Лига Наций признала Ванский вилайет частью независимой Армении, однако этот документ так и остался на бумаге. Ванский вилайет был включён в состав Турецкой Республики.

## Комментарии
1. ↑  Включая курдов-езидов.